# Degețel
Digitalis (Degețel, degetar, degetariță), este un gen de plante din familia Scrophulariaceae, originar din partea centrală și de vest a Asiei și din Europa. Speciile acestui gen sunt plante otrăvitoare, erbacee, vivace, anuale sau bienale.

## Caracteristici
Florile roz-purpurii sau albe, campanulate, pendente, sunt așezate în ciorchini lungi.

## Înmulțire
Înmulțirea plantelor ornamentale se face prin semințe, în răsadnițe reci sau pe brazde. Toamna sau primăvara se plantează la loc definitiv.

## Utilizări
Ca plantă ornamentală se folosește atât în parcuri și grădini pentru amenajarea și decorarea rondurilor, cât și ca floare tăiată, în vase, sau în arta buchetieră, formând combinații cu alte plante perene.
Se utilizează și în industria farmaceutică, pentru proprietățile sale medicinale.

## Specii
Cuprinde 25-30 specii:
- Digitalis grandiflora Mill., (syn. Digitalis ambigua Murr.)
- Digitalis lanata Ehrh., (Degețel lânos)
- Digitalis purpurea L., (Degețel roșu)

## Legături externe
- „Digitalis” în Dicționar dendrofloricol la DEX online